# Dwarsbalk (heraldiek)
Een dwarsbalk is in de heraldiek (wapenkunde) een horizontaal lopende baan door een schild. Deze dwarsbalk wordt ook wel faas of fasce genoemd. De heraldische dwarsbalk kan zelf ook beladen zijn, hieronder is de dwarsbalk op het wapen van De Ronde Venen beladen met een zwarte slang. Daarmee kan de dwarsbalk dus ook als veld dienen.
Vaste vormen van dwarsbalken zijn onder andere:
- golvend gedwarsbalkt = als golven bewegende banen;
- gekanteelde dwarsbalk = met kantelen voorzien.

Het wapen van De Ronde Venen heeft een rechte dwarsbalk
Het wapen van Tongeren heeft een verhoogde dwarsbalk
Het wapen van West Maas en Waal heeft twee gegolfde dwarsbalken
Het wapen van Buren heeft een gekanteelde dwarsbalk
het voormalige wapen van Pittsburgh heeft een geschakeerde dwarsbalk
Het wapen van Hemiksem heeft een getrapte dwarsbalk
Het kleine schild van het volledig gedwarsbalkte wapen van Luxemburg

adelaar · Agnus Dei · alliantiewapen · andreaskruis · ankerkruis · armoriaal · baldakijn · barensteel · bezant · Bourgondisch kruis · brisure · cartouche · centaur · cordelière · dekkleed · dorpsvlag · dorpswapen· drieberg · dubbelkoppige adelaar · dwarsbalk · fleur de lis · fleuron · Friese adelaar · gaande leeuw · gecarteleerd · Gelderse leeuw · gepaald · gravenkroon · groot wapen · griffioen · hartschild · helmkroon · helmteken · heraldische kleur · herautstuk · hermelijn · hoed · Hollandse tuin · huismerk · Jeruzalemkruis · karbonkel · keizerskroon · keper · koek · kromstaf · kroon · krukkenkruis · kwartier · kwartileren · kwartierzoom · leeuw · markiezenkroon · merlet · molenijzer · motto · muurkroon · nassaublauw · natuurlijke kleur · Nederlandse leeuw · Nederlandse Maagd · ombrellino · ordeketen · palen · pentagram · pijlenbundel · raadselwapen · raaf · respectant · riddertoernooi · rijksbanier · rijkskleuren · rijksstandaard · rijkswapen · roos · Rudolfinische keizerskroon · Saksenros · Saladins Adelaar · scharlakenrood · schildhoofd · schildhouder · schildvoet · schildzoom · schoof · schuinbalk · schuinstreep sinister · sinister · sleutels van Petrus · socialistische heraldiek · sprekend wapen · stadskleuren · standaard · stedenmaagd · ster · tinctuur · vair · vermeerdering · vlag · vorstenhoed · vrijheidshoed · vrijkwartier · vrouwenwapen · wapen · wapenbelasting · Wapenboek Beyeren · Wapenboek Gelre · wapenbord · wapendiploma · wapendier · wapenkast · wapenkoning · wapenmantel · wapenrecht · wapenrol · wapenstier · wapentent · wassende en afnemende maan · Waterlandse zwaan · Westfriese boomwapens · wildeman · wolfsangel · wrong